# Dr. Moreau szigete (regény)
A Dr. Moreau szigete (The Island of Doctor Moreau) H. G. Wells 1896-ban írt science-fiction regénye. Magyarországon a Franklin Társulatnál Mikes Lajos fordításában jelent meg. 1990-ben a Móra Ferenc Könyvkiadó a Szörnyetegek szigetén címmel is kiadta.

## Történet
|  | Alább a cselekmény részletei következnek! |

A Lady Vain tengerjáró összeütközött egy hajóronccsal és elsüllyedt. Edward Prendick hánykódó mentőcsónakjára az Ipecacuanha nevű kétárbócos bukkant rá. Edwardot kimentette az állatokat szállító hajón utazó Montgomery. A fiatal angol természettudóst a hajó kapitánya nem vitte további útjára, hanem egy csónakban a vízre tette. Az ifjú biológus hamarosan egy titokzatos szigetre vetődött, ahol szörnyetegek hemzsegtek a vadonban. Dr. Moreau látszólag biológiai kutatóállomást vezetett, azonban borzalmas műtéteket hajtott végre. Fenevadakat és szelíd állatokat vágott szét és operált egybe: torz teremtményeket létrehozva. A félresikerült lényekben a ragadozó elem föllázadt a tudós ellen, és az állatemberek bosszút álltak pokoli kínjaikért. Prendicknek csak nagy nehézségek árán sikerült megmenekülnie az elszabadult ösztönök véres szigetéről.
|  | Itt a vége a cselekmény részletezésének! |

## Szereplők
- Edward Prendick[2]
- Dr. Moreau
- Montgomery
- John Davis kapitány
- Állatemberek
  - M'ling
  - Törvénymondó
  - Hiéna-sertés
  - Leopárdember
  - Kutya-ember
  - Majom-ember

## Magyarul
| Cím                   | Műfordító    | Kiadó     | Megjelenés éve | Sorozat           | Illusztrátor |
| Dr. Moreau szigete    | Mikes Lajos  | Lampel    | 1901           | Magyar Könyvtár   | nincs        |
| Szörnyetegek szigetén | Rózsa György | Móra      | 1990           | Örökzöld könyvek  | nincs        |
| Dr. Moreau szigete    | Mikes Lajos  | Gladiátor | 1996           | H. G. Wells művei | nincs        |
| Dr. Moreau szigete    | Mikes Lajos  | Alinea    | 2017           | Klasszik sorozat  | nincs        |
| Dr. Moreau szigete    | Rózsa György | Cser      | 2020           | nincs             | Németh Gyula |

## Filmek
- The Island of Dr. Moreau: 99 perces amerikai horrorfilm Don Taylor rendezésében, Burt Lancaster és Michael York főszereplésével (1977).[3]
- The Island of Dr. Moreau: 96 perces amerikai fantasztikus thriller John Frankenheimer rendezésében, Marlon Brando és Val Kilmer főszereplésével (1996).[4]

## Képregény
A Dr. Moreau szigete képregény formában a Füles magazinban jelent meg: az 1979. év 1. számától a 10. számáig. A szövegíró és a rajzoló Zórád Ernő volt. A 20 oldalas képregényváltozat másodközlése a rejtvényújság 1993. évi 20. számától a 29. számáig található.